# Asyneuma campanuloides
Asyneuma campanuloides är en klockväxtart som först beskrevs av Friedrich August Marschall von Bieberstein och John Sims, och fick sitt nu gällande namn av Joseph Friedrich Nicolaus Bornmüller. Asyneuma campanuloides ingår i släktet Asyneuma och familjen klockväxter. Inga underarter finns listade i Catalogue of Life.